# Cerro Tusa
Cerro Tusa es un cerro ubicado en el suroeste antioqueño, en el municipio de Venecia, departamento de Antioquia (Latitud: 5° 57′ 53.04″ N, Longitud: 75° 46′ 14.42″ O) sobre la Cordillera Central, con una altura sobre el nivel del mar de aproximadamaente 1954 metros en su punto más alto. Este cerro consiste en una formación volcánica la cual emergió de la tierra en el período mioceno superior, hace aproximadamente 7,5 millones de años, formando junto al Cerro Bravo lo que pudieron ser las chimeneas de un gran volcán.
El paisaje del municipio de Venecia está encabezado por el Cerro Tusa, considerada una formación geológica dentro del grupo de pirámides naturales. Antiguamente se pensaba que el Cerro Tusa era "la pirámide natural más alta del mundo", pero en realidad existen formaciones de mayor altitud como la pirámide de Walsh en Australia con 922 metros.
La fertilidad y belleza de las tierras ubicadas en sus alrededores fue aprovechada por las sociedades indígenas que habitaron este territorio. Se han descubierto evidencias arqueológicas del consumo habitual de hoja de coca de sus  antiguos pobladores en varios sitios del municipio de Venecia, los cuales datan hasta de 2000 años antes del presente. Todavía hoy quedan en el municipio innumerables huellas de las sociedades indígenas del pasado de un gran valor arqueológico, antropológico y turístico. Entre ellos están las Cuevas de Santa Catalina que fue un importante santuario y sitio de ofrendas, además de los Petroglifos en la vereda La Amalia y el petroglifo denominado “el dios rana" en la vereda La Arabia.
Cerro Tusa constituye el principal santuario precolombino del territorio [cita requerida] comprendido por el actual territorio del departamento de Antioquia. Investigaciones arqueológicas realizadas en la zona alrededor del cerro durante los últimos 20 años, corroboran  que entre los años 0-800 d. C. los pobladores de la zona, ancestros de la cultura denominada Zenufaná, que encontraron los Conquistadores en el siglo XVI d. C., habitaron la cuenca de la quebrada Sinifaná y realizaron sus ofrendas y pagamentos en las Cuevas de Santa Catalinacercanas al cerro, donde se encontró un abundante depósito de ofrendas precolombinas como cerámicas de una vajilla muy fina, herramientas líticas, restos óseos de animales y semillas.
En la base de Cerro Tusa, por el costado norte, se destaca un importante y misterioso santuario. Se trata de una piedra con 9 peldaños, posiblemente labrados, los cuales ascienden a una plataforma. Esta piedra fue utilizada por los indígenas como ofrendatario, lugar de culto y ceremonias se conoce en la tradición oral de los habitantes de la región como la “Piedra de los sacrificios” o el “Altar de ofrendas”. Desde dicha piedra, al elevar la mirada, sobresale entre el bosque un megalito que aflora de la montaña, donde se puede apreciar un aparente rostro humano conocido en la tradición oral como “La Cara de la Diosa” o la “La Cara de la India”. Este conjunto de altar e ídolo, pudieron constituir un importante santuario precolombino, al cual conducían diferentes caminos en piedra que confluyen en el Cerro Tusa, posibilitando las peregrinaciones religiosas de los pobladores de una vasta región durante la época prehispánica.
También se ha registrado y protegido un camino antiguo en piedra, localizado entre el casco urbano y el cerro, el cual comunica con las cuevas y con el sitio ceremonial de Cerro Tusa.
Según las Crónicas de la Conquista Española, las cuales relatan lo acontecido durante la segunda expedición del Capitán Jorge Robledo en 1541, este territorio ubicado en las vegas del río Cauca era conocido como la provincia de “Cenufaná” o “Zenufaná”, de lo que quedó testimonio en el nombre de la quebrada Sinifaná. Los relatos de la expedición cuentan que, dicha tribu asentada en las tierras bajas del municipio, era productora de diferentes productos agrícolas como el algodón. 
En la actualidad, Cerro Tusa es ícono de la cultura e identidad del municipio de Venecia y uno de los 30 lugares del departamento incluidos en el primer inventario geológico de Antioquia por su historia y características geográficas, con fiestas en su nombre en los primeros días del mes de julio. En el 2017 fue declarado por acuerdo del concejo municipal como Área Protegida de Orden Local, incluyendo un tramo del camino antiguo, las Cuevas de Santa Catalina y el santuario en la base del cerro.
Cerro tusa muy pronto se convertirá en patrimonio cultural de Antioquia [cita requerida].
Cualidades
- Categoría: Sitio natural.
- Tipo: Montaña con forma piramidal.
- Subtipo: Roca intrusiva.
- Ubicación: Vereda Cerro Tusa, vía Venecia - Bolombolo.
- Distancia de la cabecera: 5 kilómetros.
- Tiempo: Caminando: 1 hora y media a 2 horas caminando desde el Parque Principal hasta la base de la montaña. 2 horas a 2 horas y media en su ascenso desde la base hasta la cima. En Vehículo: 15 a 20 minutos hasta su base por la vía principal.
- Vías de acceso: Caminando: zona urbana / vereda Ventiadero / vereda Villa Luz / Hda Santa Catalina / Cerro El Dulce. En vehículo: vía Venecia - Bolombolo.
- Estado vial: camino en piedra con topografía plana hasta la base del cerro / en la montaña camino en tierra con altas pendientes. Carretera pavimentada.
- Dificultad de ascenso: Grado 5 (de 1 a 5)
- Actividades: Trekking / Senderismo / Turismo étnico, cultural e histórico / Paisajismo / Fotografía / Camping.
- Condiciones: Guía, equipo y suplementos necesarios.